# Christian Velin
Christian Velin, född 1 november 1992 i Karlskrona, är en svensk drakbåtspaddlare och kanotist. Velin bor i Karlskrona och tävlar för Kajakklubben Eskimå. Han är bror till kanotisten och drakbåtspaddlaren Cissi Velin.

## Meriter
ICF VM
- Poznan 2014
  - Brons 20manna mix 500m [2]

- Milano 2012
  - Silver 10manna herr 2000m

IDBF VM
- Welland 2015
  - Brons 20manna mix 200m (U24)[3]
  - Brons 20manna mix 2000m (U24)[3]

- Szeged 2013
  - Guld 10manna herr 200m (U24)[4]
  - Silver 20manna mix 1000m (U24)[4]
  - Brons 20manna mix 500m (U24)[4]

Svenska mästerskap
- Nyköping 2015
  - Guld 10manna mix 200m
  - Silver 10manna mix 500m

- Jönköping 2014
  - Guld 10manna mix 200m
  - Guld 10manna mix 500m

## Bildgalleri

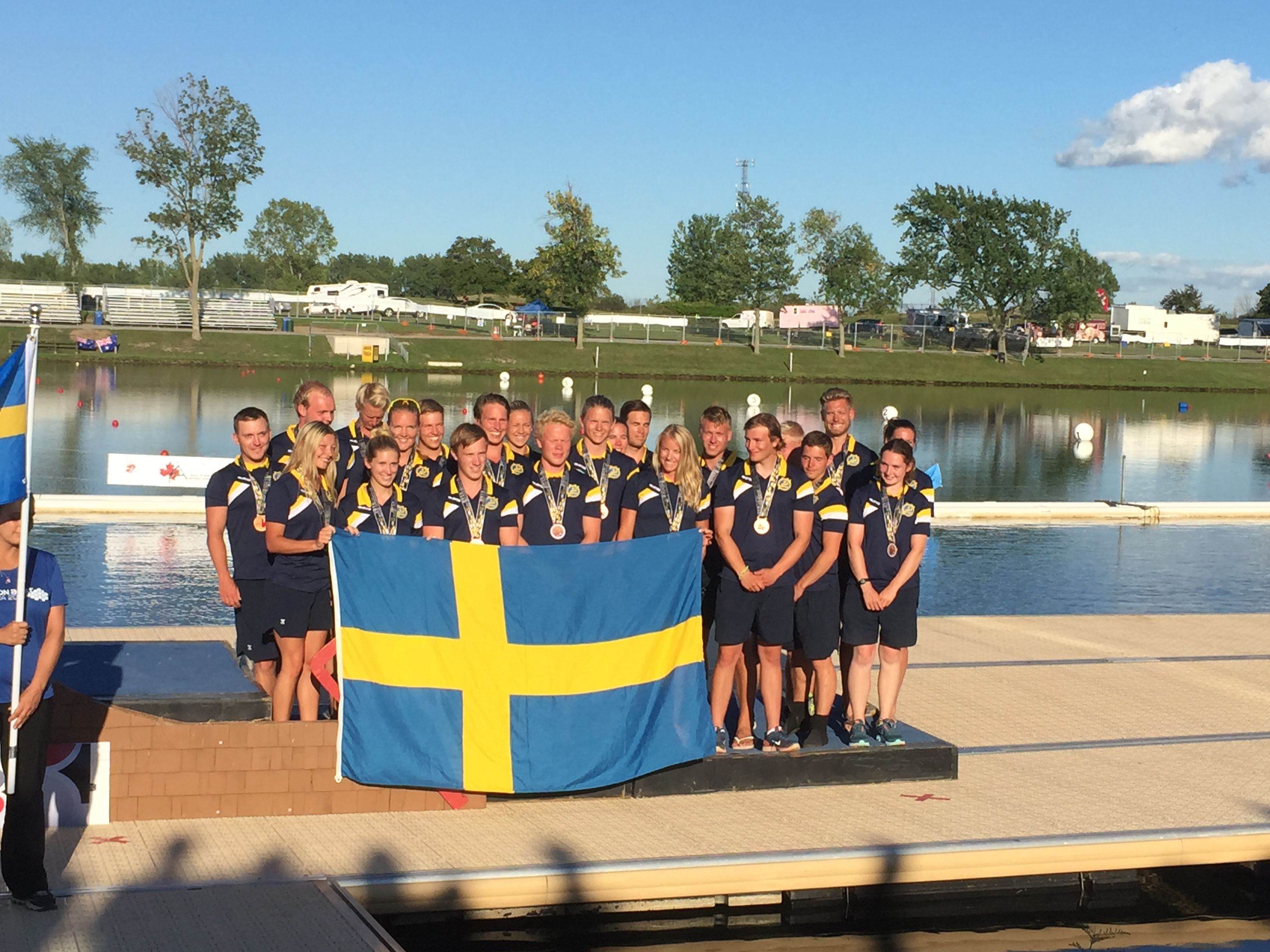
Medaljceremoni, VM-brons i U24, 200m 2015
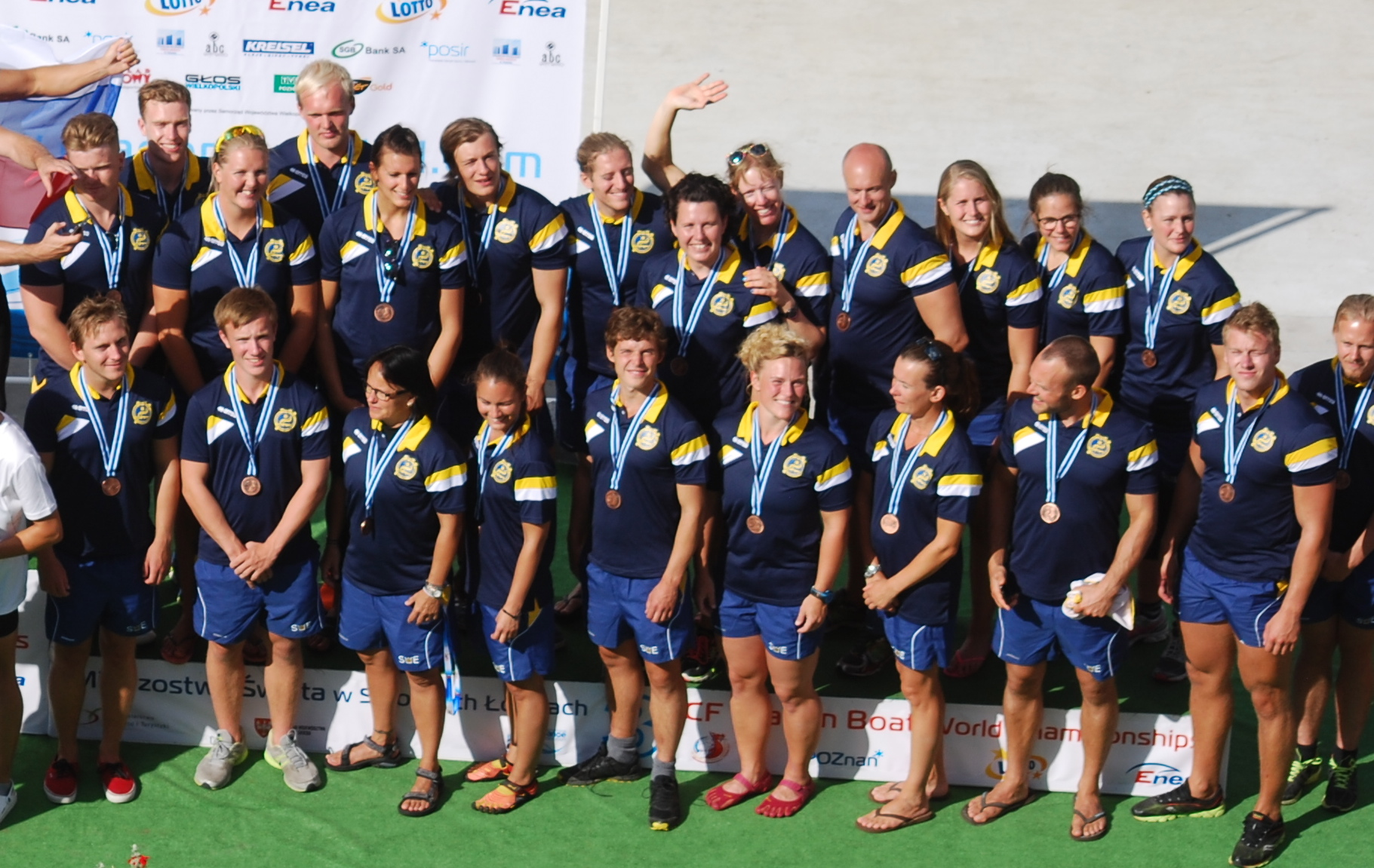
Medaljceremoni, VM-brons i senior, 500m 2014
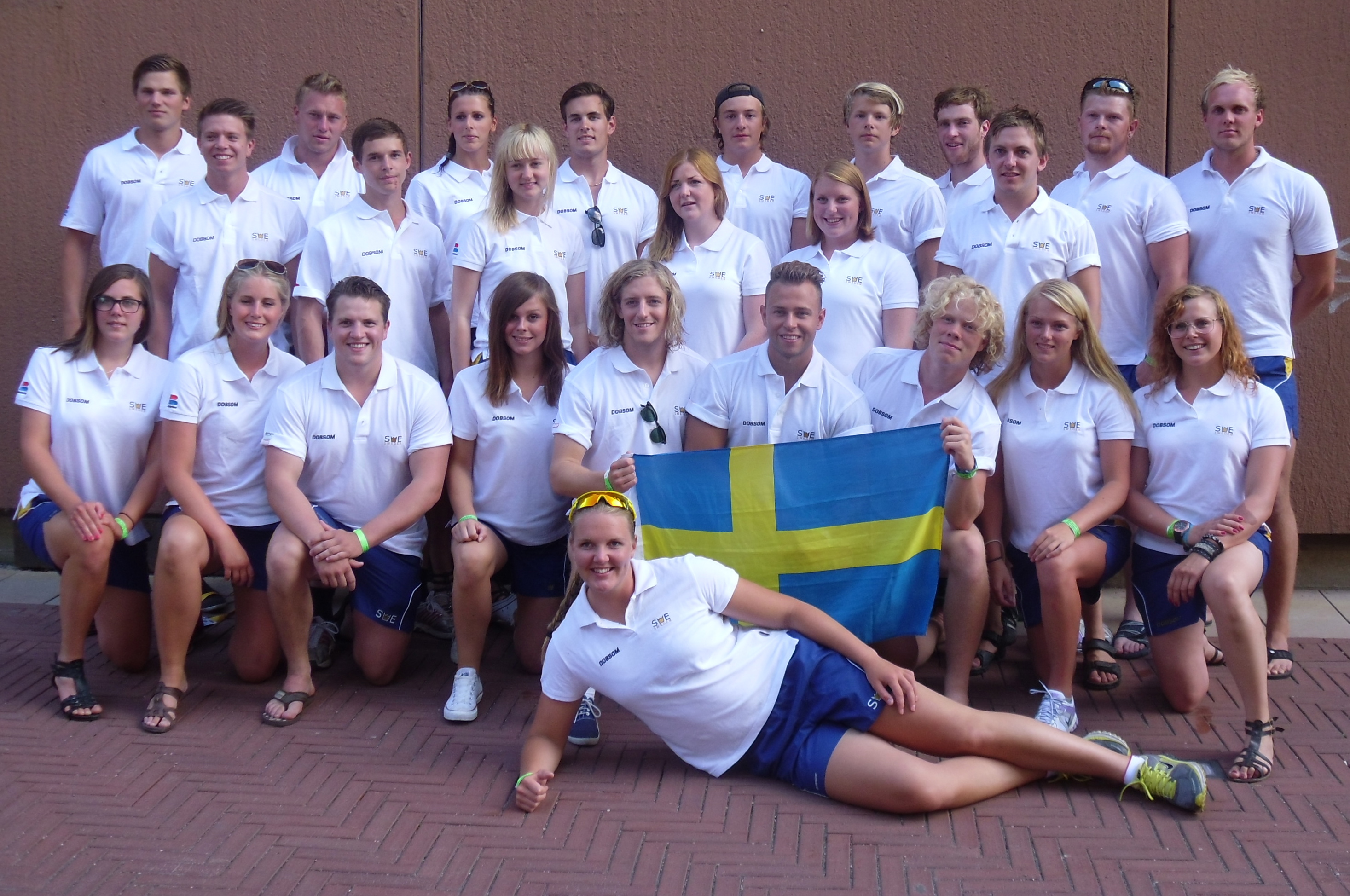
Lagfoto, VM-brons i U24, 500m 2013
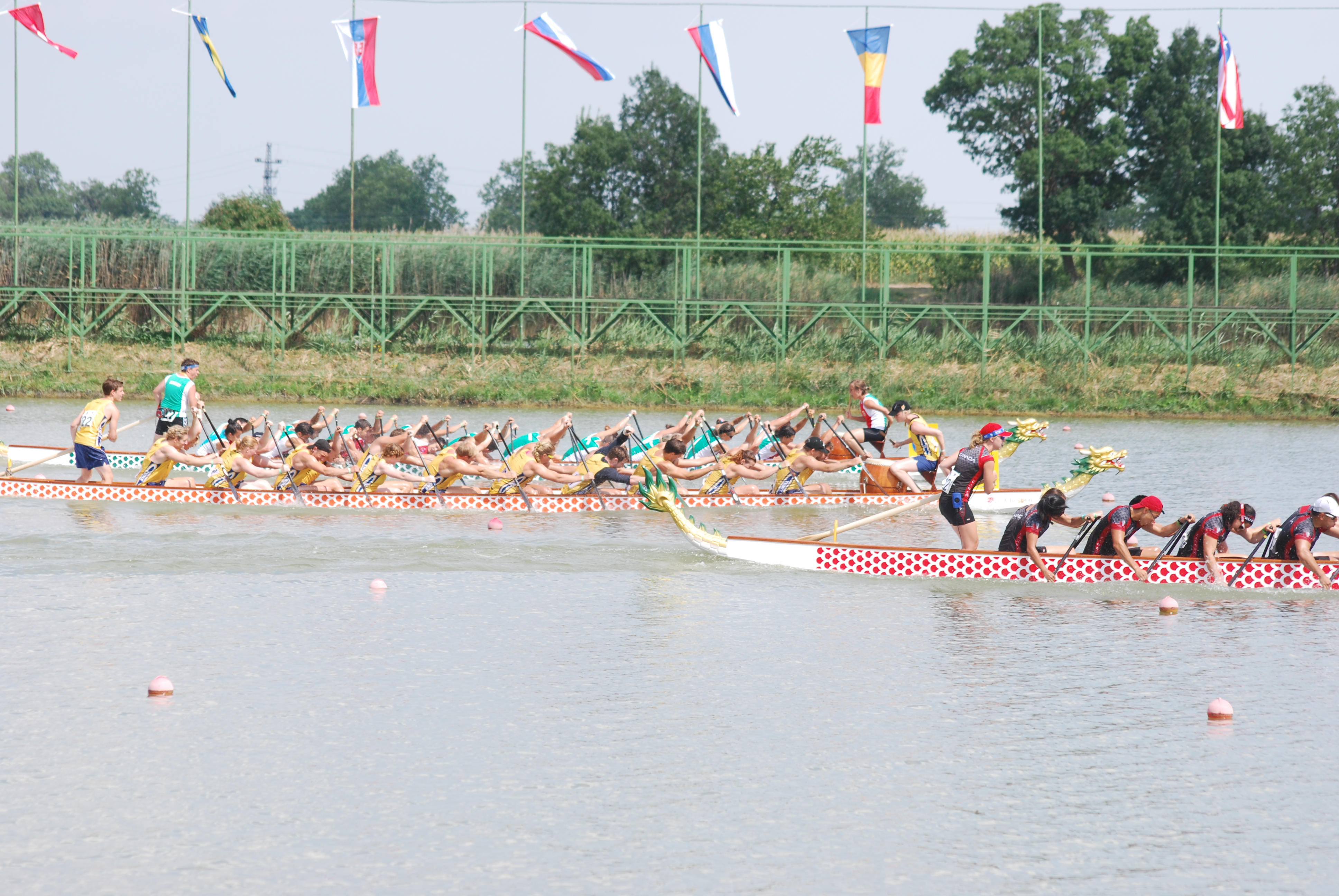
VM-final, VM-silver i U24, 1000m 2013
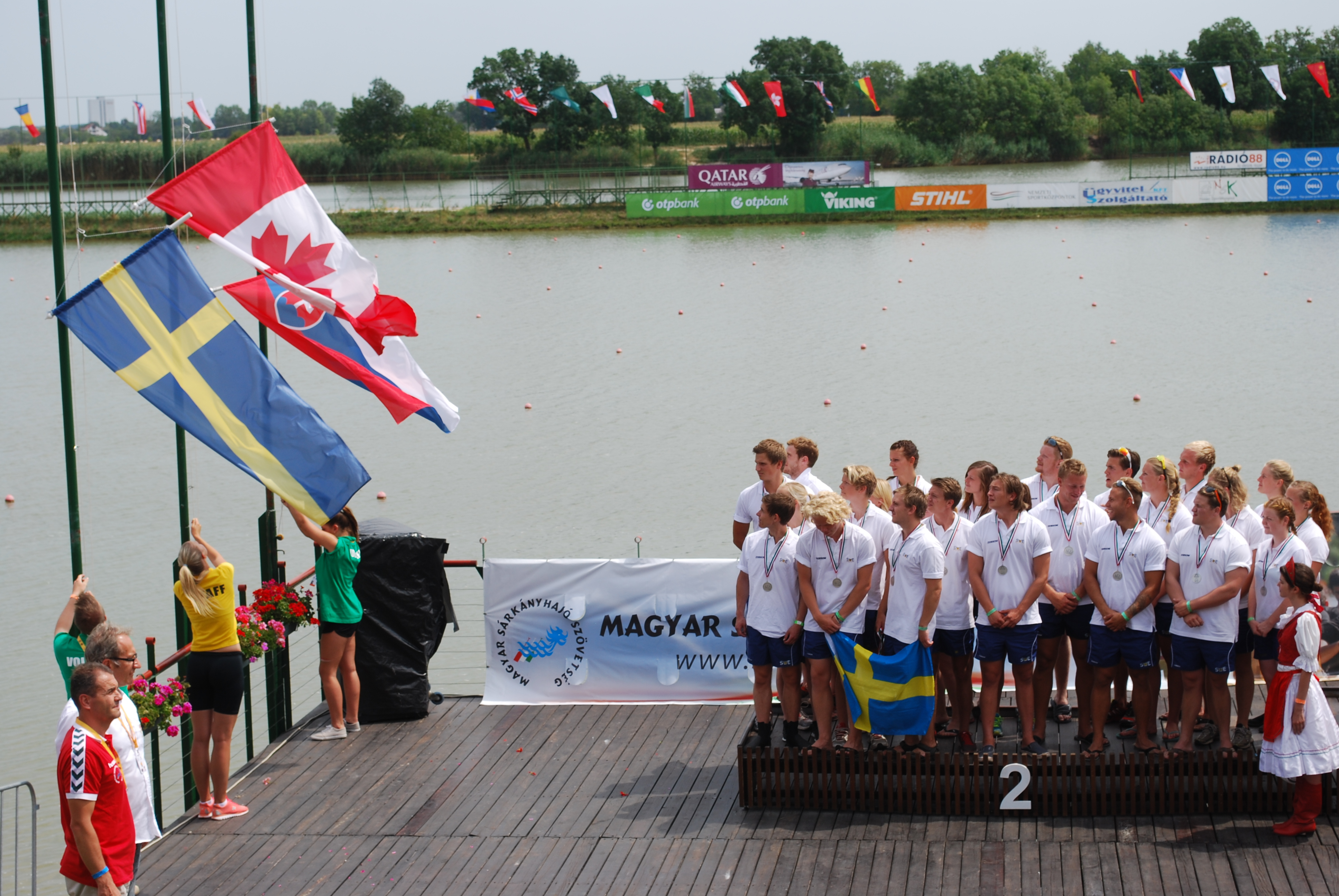
Medaljceremoni, VM-silver i U24, 1000m 2013
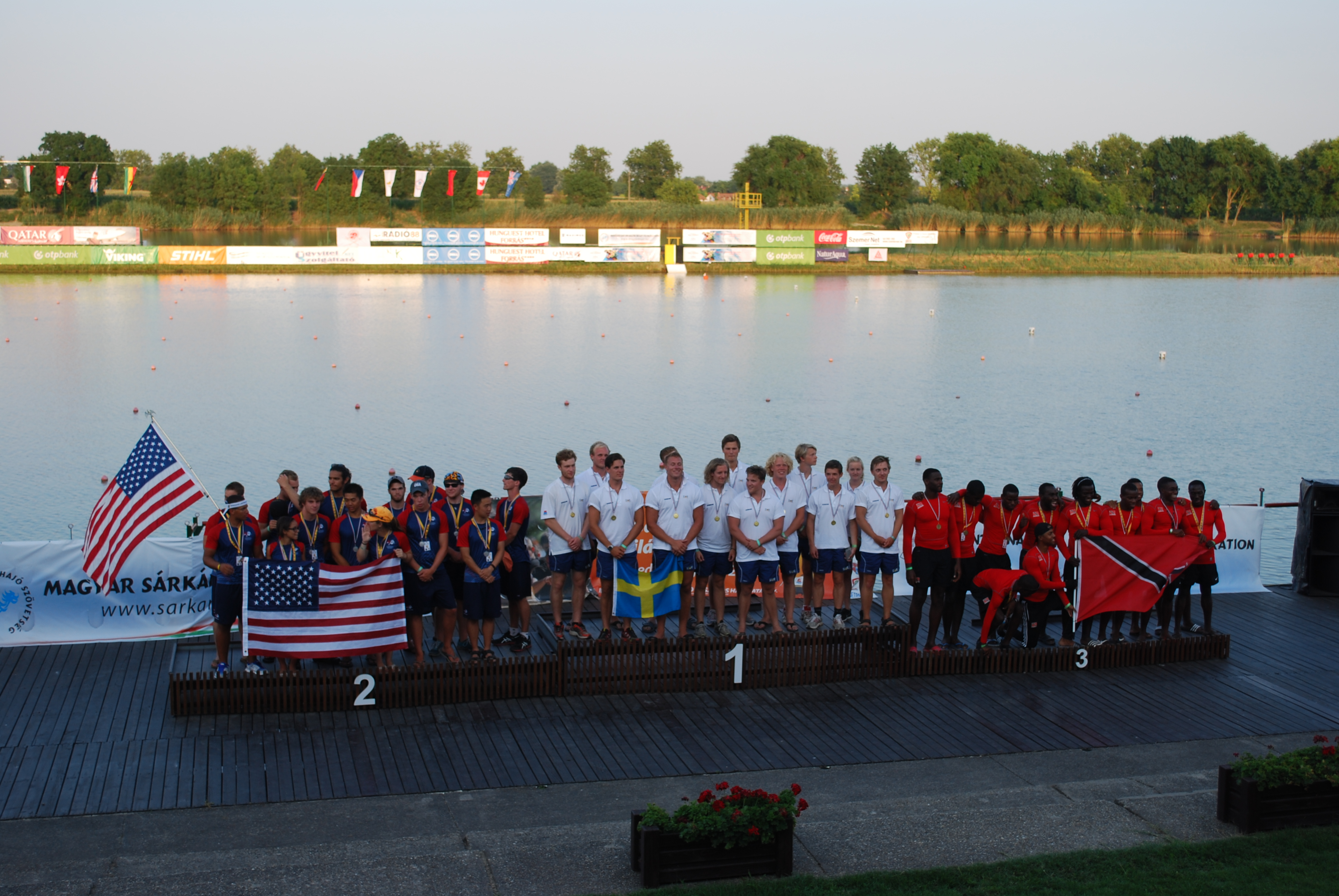
Medaljceremoni, VM-guld i U24, 200m 2013
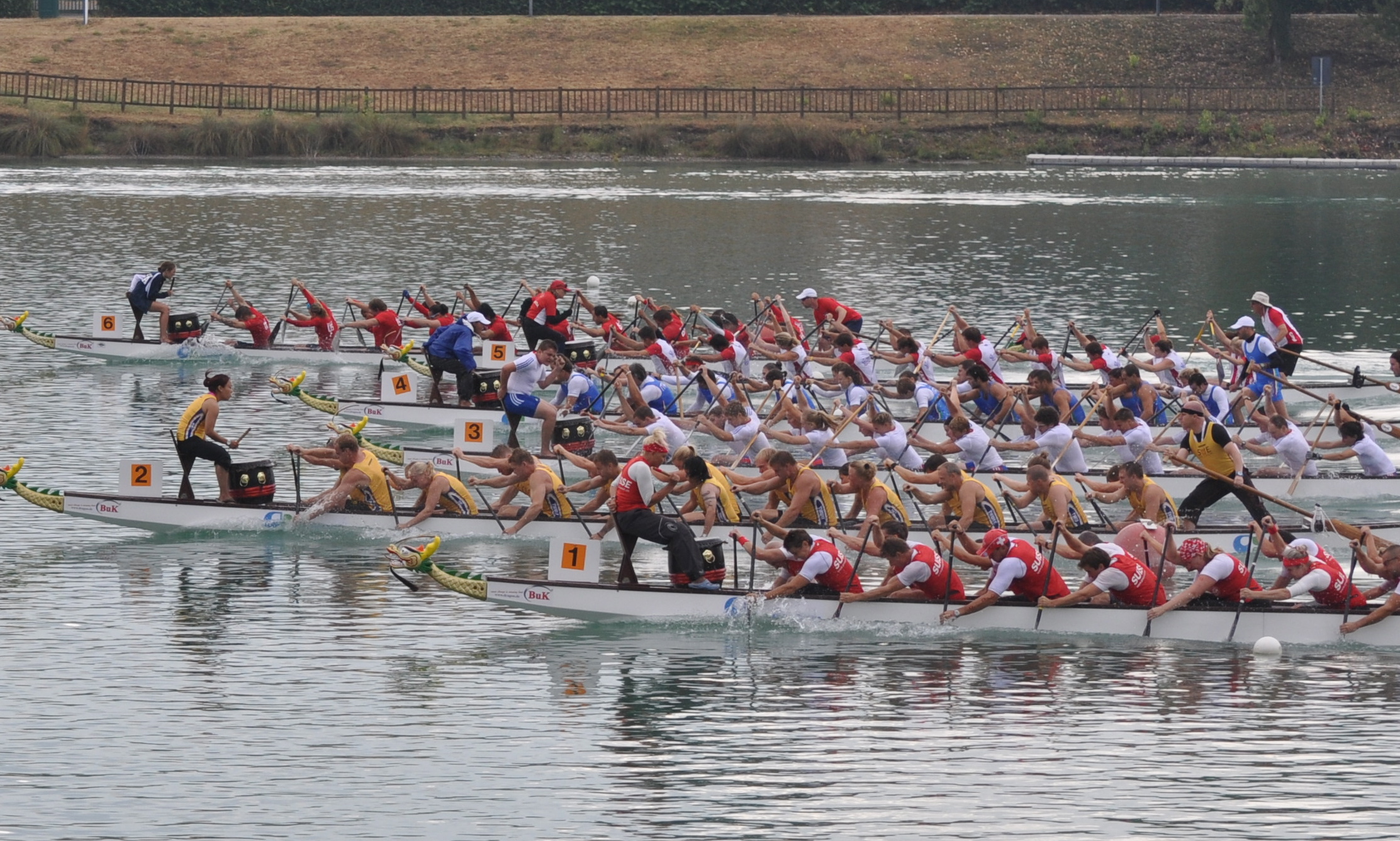
Landslagsdebut, 500m i senior, VM 2012